# Kaskajmy
Kaskajmy (niem. Groß Köskeim) – osada w Polsce, położona w województwie warmińsko-mazurskim, w powiecie kętrzyńskim, w gminie Kętrzyn.
W latach 1975–1998 miejscowość administracyjnie należała do województwa olsztyńskiego.

## Integralne części osady
| SIMC    | Nazwa    | Rodzaj     |
| ------- | -------- | ---------- |
| 0477630 | Borki    | przysiółek |
| 0477647 | Katkajmy | przysiółek |
| 0477653 | Olchowo  | przysiółek |

## Historia
Pod koniec XIX wieku majątek ziemski w Kiemławkach należał do rodziny Bark. W roku 1913 majątek w Kiemławkach należał do Otto Kűla. Majątek miał wówczas powierzchnię 202 ha. Od roku 1934 do 1945 właścicielem majątku w Kiemławkach wraz z majątkiem w Olchowie była spółka prowadząca cukrownię w Kętrzynie. Zarządcą tych majątków był Hans Englink.
Po II wojnie światowej w Kaskajmach powstał PGR, który przed likwidacją wchodził w skład Kombinatu PGR Garbno.
W roku 1973 Kaskajmy wchodziły w skład sołectwa Borki.
W roku 2000 w Kaskajmach mieszkało 109 osób.

## Dwór
Dwór w Kaskajmach wybudowany został w pierwszych latach XX wieku. Dwór wzniesiony został na rzucie prostokąta jako budowla jednokondygnacyjna. Od frontu posiada płytki trójosiowy ryzalit o dwóch kondygnacjach. Na osi elewacji frontowej znajduje się reprezentacyjne wejście do dworu poprzez niewielki ganek, osłonięty od góry półkolistym tarasem, wspartym na czterech kolumnach.
Przy dworze znajdował się park krajobrazowy. Po parku pozostał fragment sadu. Z dawnego założenia zachowała się część budynków gospodarczych, przy stosunkowo dużym podwórzu.
Po II wojnie światowej w budynku były biura i mieszkania pracowników PGR. Obecnie dwór jest własnością prywatną.